# 대전광역시의 중학교 목록
다음 목록은 대전광역시에 있는 중학교 목록이다.

## 가
가수원중학교 · 
갈마중학교 · 
경덕중학교 · 
기성중학교

## 다
대덕중학교 · 
대전가양중학교 · 
대전가오중학교 · 
대전갑천중학교 · 
대전관저중학교 · 
대전관평중학교 · 
대전괴정중학교 · 
대전구봉중학교 · 
대전글꽃중학교 · 
대전남선중학교 · 
대전내동중학교 · 
대전노은중학교 · 
대전느리울중학교 · 
대전대문중학교 · 
대전대성여자중학교 · 
대전대성중학교 · 
대전대신중학교 · 
대전대청중학교 · 
대전대화중학교 · 
대전덕명중학교 · 
대전도마중학교 · 
대전도안중학교 · 
대전동산중학교 · 
대전동화중학교 · 
대전두리중학교 · 
대전둔곡중학교 · 
대전둔산중학교 · 
대전둔원중학교 · 
대전만년중학교 · 
대전매봉중학교 · 
대전문정중학교 · 
대전문지중학교 · 
대전문화여자중학교 · 
대전버드내중학교 · 
대전법동중학교 · 
대전변동중학교 · 
대전봉명중학교 · 
대전봉산중학교 · 
대전봉우중학교 · 
대전삼육중학교 · 
대전삼천중학교 · 
대전새미래중학교 · 
대전서중학교 · 
대전송강중학교 · 
대전송촌중학교 · 
대전신계중학교 · 
대전신일중학교 · 
대전어은중학교 · 
대전여자중학교 · 
대전외삼중학교 · 
대전원신흥중학교 · 
대전용운중학교 · 
대전용전중학교 · 
대전월평중학교 · 
대전은어송중학교 · 
대전자운중학교 · 
대전장대중학교 · 
대전전민중학교 · 
대전정림중학교 · 
대전중앙중학교 · 
대전중학교 · 
대전지족중학교 · 
대전체육중학교 · 
대전탄방중학교 · 
대전태평중학교 · 
대전하기중학교 · 
동대전중학교 · 
동명중학교 · 
동방여자중학교 · 
동신중학교

## 바
보문중학교

## 사
성덕중학교 · 
신탄중앙중학교 · 
신탄진중학교

## 아
오정중학교 · 
우송중학교 · 
유성중학교

## 자
중리중학교 · 
진잠중학교 전민중학교

## 차
청란여자중학교 · 
충남여자중학교 · 
충남중학교

## 하
한밭여자중학교 · 
한밭중학교 · 
호수돈여자중학교 · 
회덕중학교